# Krymští Gótové

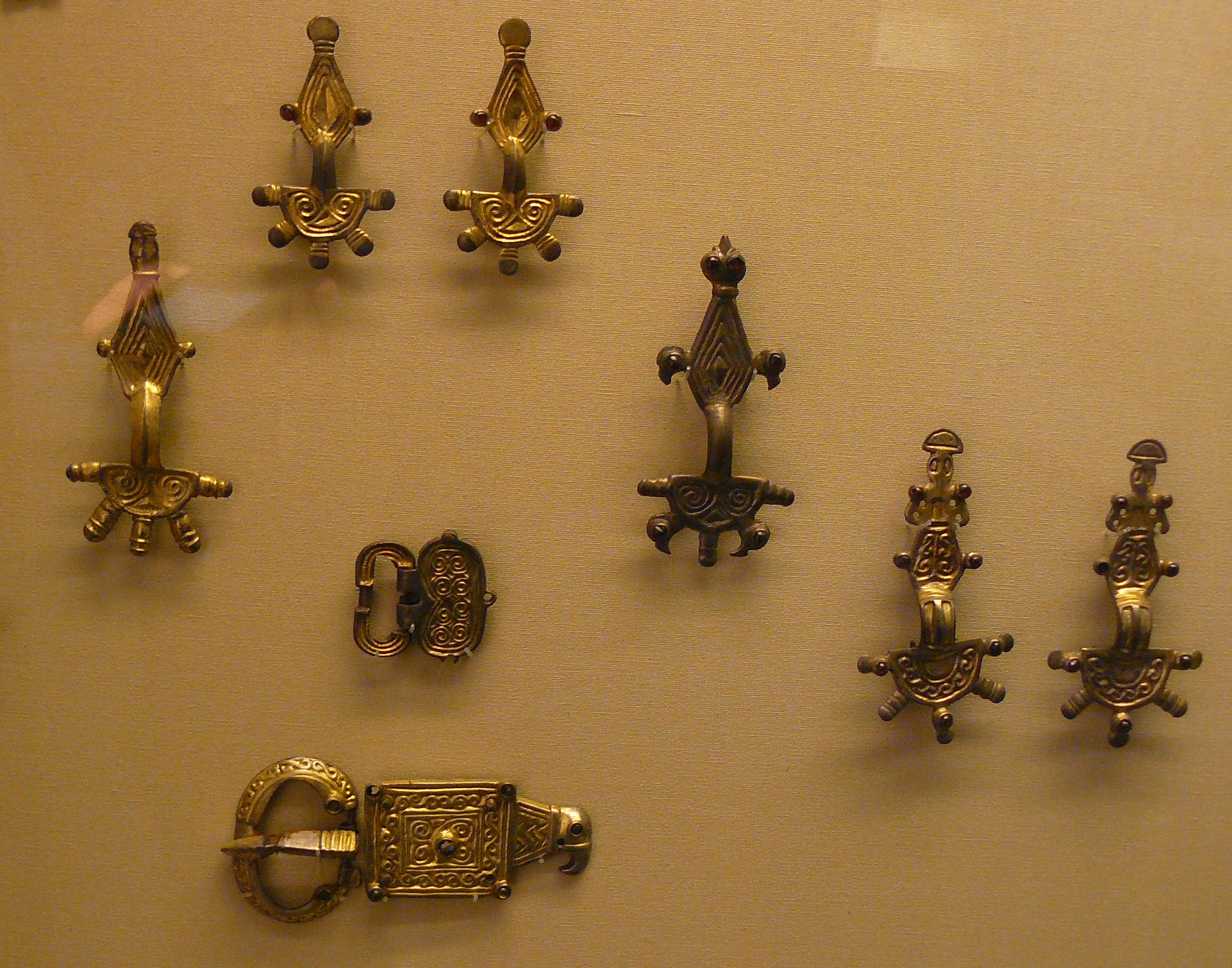
Spony Krymských Gótů z 5. až 6. století, doby stěhování národů

Krymští Gótové byly kmeny Germánů, které se po migraci z Gotlandu usadily na pobřeží Černého moře, zejména v oblasti poloostrova Krym. Krymští Gótové byli posledním známým a silným gótským etnikem.

## Dějiny

### Původ

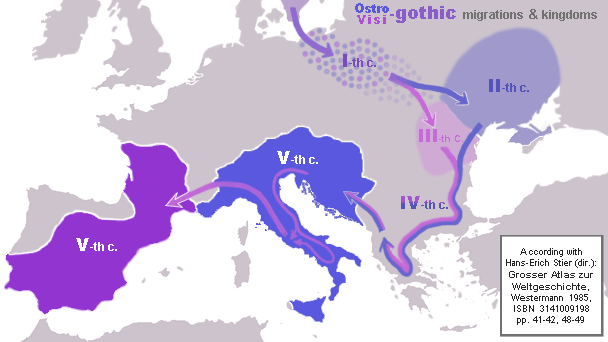
Migrace Gótů ze severu

Krymští Gótové byli potomky Ostrogotů (Greutungů), již kdysi vytvořili na sever od Černého moře mocné království. Pod vedením Ermanaricha (případně Hermanaricha, „krále ctnostných“) však Ostrogóti nedokázali vzdorovat obrovské přesile kmenů Hunů, které vedl silný vůdce Attila. Stali se tak vazaly Hunů, když Hunové obsazovali ruské stepi, a to až do Attilovy smrti, kdy se po revoltě podařilo Ostrogótům znovunabýt nezávislosti. Potkal je však podobný osud, jako Huny. Již nikdy nedokázali získat zpět ztracenou velikost.

### Krymští Gótové
Gótského osídlení se nejdéle udrželo na Krymském poloostrově. Navzdory svému ariánskému původu, po vzoru ostatních gótských kmenů, přešli již v 6. století Krymští Gótové ke koncilnímu křesťanství, později v důsledku církevního schizmatu se jako všechny ostatní národy pod duchovním vlivem Byzance začlenili k pravoslavnému východu.
Tento region se poté rozvíjel rozvíjel další dlouhá staletí poté, kdy patřil k nejrůznějších velkým celkům: k Byzanci, říši Chazarů (v 8. století se biskup Jan Gótský neúspěšně pokusil vymanit z područí chazarské nadvlády), svazu Kypčaků, poté k obrovské říši Mongolů, posléze ke koloniím Janovanů až po byzantský nástupnický stát Trapezunt.

### Gótské knížectví na Krymu

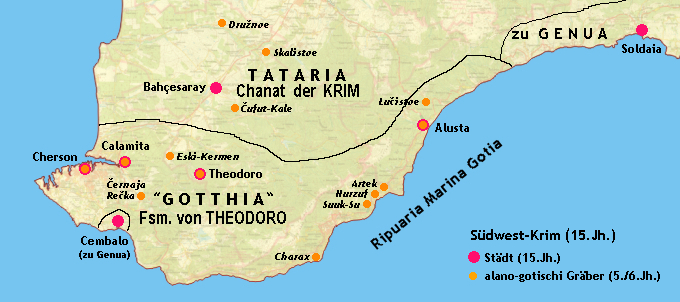
Theodorské knížectví na Krymu neboli Gothia

Začátkem 14. století se Krym osamostatnil na Trapezuntském císařství, nástupnickém státu Byzance, čímž vzniklo theodorské neboli theodorsko-mangupské knížectví, v řečtině známého jako Gothia. Knížectví Theodoro dokázalo jako samostatný stát vytrvat jen do roku 1475, kdy bylo nakonec dobyto Osmanskými Turky a začleněno do Osmanské říše.
Mnoho ze zdejších Gótů umělo řecky a mnoho negótských obyvatel Byzance se v krymském regionu Gothia usadilo z příkazu vlády v Konstantinopoli. Nicméně krymská gótština je patrná z textů vytvořených v 15. století a gótské komunity zde přežívaly ještě v pozdním 18. století, než byly deportovány Kateřinou II. Velikou, poté co v roce 1783 anektovala Krym. Krymská gótština tak definitivně zmizela na samém konci 18. století.